# Astronomisches Observatorium der Adam-Mickiewicz-Universität

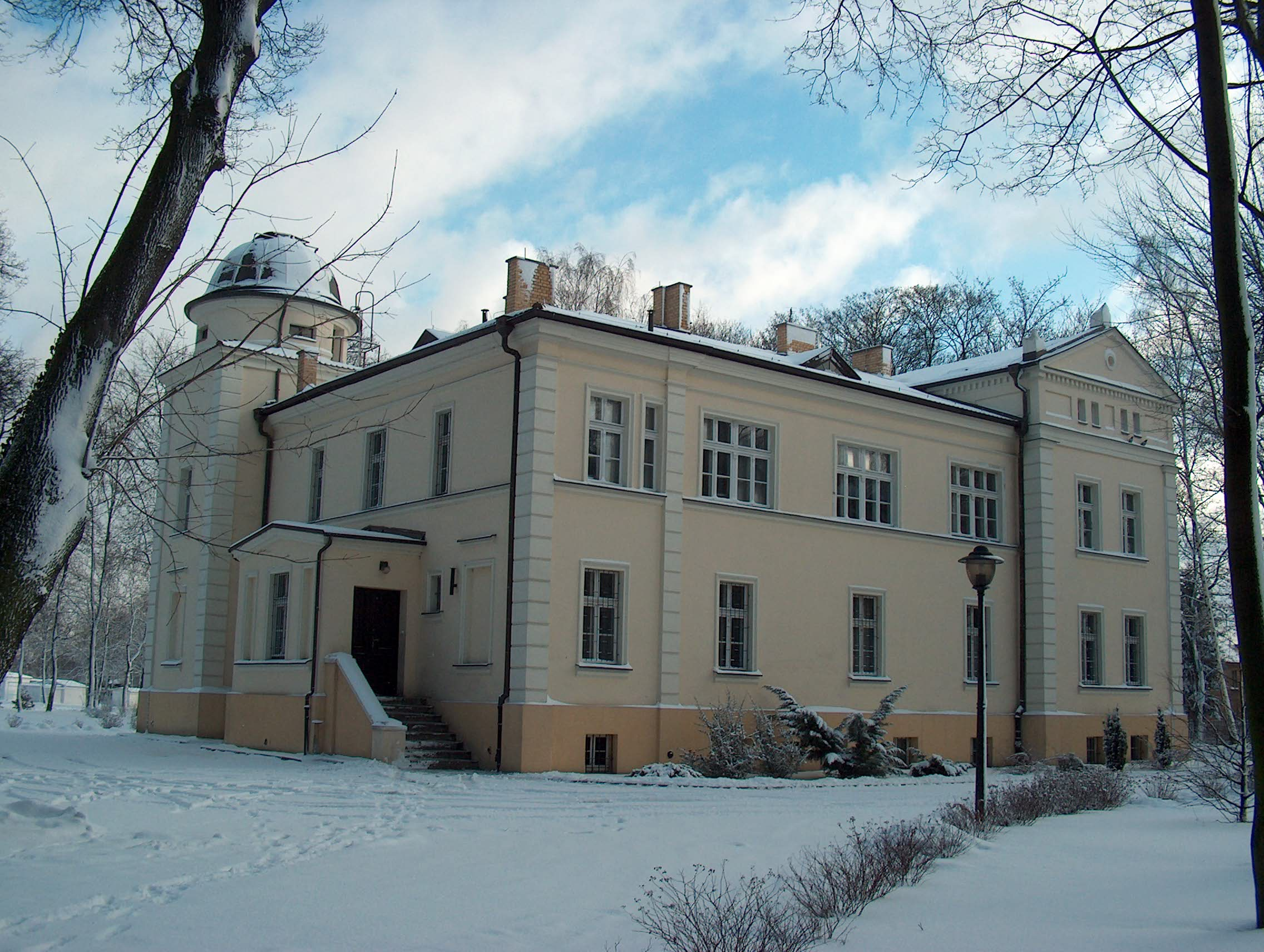
UAM Observatorium

Das Astronomische Observatorium der Adam-Mickiewicz-Universität (poln. Obserwatorium Astronomiczne Uniwersytet im. Adama Mickiewicza w Poznaniu, engl. Poznań Observatory) ist eine Sternwarte der physikalischen Fakultät der Adam-Mickiewicz-Universität in Posen, Polen. Es wurde 1919 gegründet. 
Das Observatorium verfügt unter anderem über ein 20-cm-Linsenfernrohr der Firma Zeiss und ein 35-cm-Cassegrain-Spiegelteleskop.